# Jean-Paul Frouin
Jean-Paul Frouin, né le 27 octobre 1939 à Avranches, est diplômé de l'Institut d'études politiques de Paris et ancien élève de l'École nationale d'administration.
Il a été préfet de la Meuse (1986-1987), préfet de l'Yonne (1988-1992), préfet de la Haute-Savoie (1992-1993), préfet de région Corse, préfet de la Corse-du-Sud (1993-1994) et conseiller maître en service extraordinaire à la Cour des comptes (1994-1999). De 1999 à 2004, il a exercé la vice-présidence d'un groupe industriel agro-alimentaire.

Depuis mai 2004 il est président de la Commission nationale du débat public (CNDP) du projet Georges Besse II.